# 红景天苷
红景天苷（英語：或 rhodioloside）是一种由酪醇和葡萄糖形成的葡萄糖苷，存在于红景天（学名：Rhodiola rosea）等植物中。